# 山内八郎
山内 八郎（やまうち はちろう、1906年 - 1997年）は、日本の映画俳優。いわゆる大部屋俳優として、第二次世界大戦前から、1990年代まで、時代劇を中心に多数の映画やテレビドラマに端役やエキストラとして出演した。「八っちゃん」の愛称で知られた。
小学校を出た後、染料店に奉公するが、尾上松之助の映画を観て映画俳優を志し、1926年に松之助の下に弟子入りを志願したが、相手にされないまま死なれ、たまたま新人を募集していた東亜キネマに入ることになる。スタントもこなし、榎本健一の代役で川に飛び込んだこともあったという。最初期の出演作品は、無声映画であった。その後、新興キネマを経て、松竹へと移籍した。
特に、「火のーぉ用心 ...」という夜回りの声には定評があり、1987年の映画『吉原炎上』では、五社英雄監督が「名前は知らんが、うまいのがいる。あの男じゃなきゃだめだ」とわざわざ山内を探し出して起用された。
1995年には、俳優の中尾彬が山内を密着取材したテレビ東京の番組『ドキュメンタリー人間劇場 映画に人生を捧げた男～90歳の時代劇俳優』が制作・放送され、市川右太衛門、北大路欣也と思い出話に花を咲かせる場面などが収録された。
1996年に収録され、1997年に放送されたドラマ『御家人斬九郎』で、初めて「夜回り与兵衛」という役名が名前の上に表示される「一枚看板」の扱いを受けたという。
1998年には、高瀬昌弘との共著として、『八っちゃんの撮影所人生』が出版された。

## 映画
- 吉原炎上

## テレビドラマ
- 必殺シリーズ - そば屋の主人役や町人役などで多くの回に出演。
- 鬼平犯科帳（中村吉右衛門版）- 多くの回で様々な役柄で出演。
- 御家人斬九郎 - 夜回り与兵衛(1997年)